# Puebla
Puebla este unul din cele 31 de state federale ale Mexicului. Este format din 217 municipii, iar capitala sa este orașul Puebla.